# Aegomorphus arietis
Aegomorphus arietis es una especie de escarabajo longicornio del género Aegomorphus,  subfamilia Lamiinae. Fue descrita científicamente por Bates en 1885.
Se distribuye por América Central y del Norte, en Guatemala y México. Mide 12,75-20,18 milímetros de longitud.